# Niklas Weise
Niklas Weise (Mikołaj Weise), mieszczanin świdnicki, przywódca powstania cechów i biedoty z lat 1522–1524.
26 marca 1522 stanął na czele powołanej przez cechy organizacji, której zadaniem miało być uporządkowanie spraw miejskich. Po wygnaniu rady został wybrany tymczasowym burmistrzem. Faktycznie sprawował władzę w Świdnicy aż do osiągniętej w 1524 roku ugody z patrycjatem.
Funkcję consula dirigens (burmistrza) sprawował ponownie w 1528/1529 roku. O dalszych jego losach źródła historyczne milczą.